# Ede Dunai
Ede Dunai, född den 14 juli 1949 i Budapest, Ungern, är en ungersk 
före detta fotbollsspelare som medverkade i det ungerska lag som tog OS-silver i fotbollsturneringen vid de olympiska sommarspelen 1972 i München.